# اسقیراقوچا
اسقیراقوچا (به اسپانیایی: Isqiraqucha) یک کوه در پرو است که در Peru, Lima Region, Cajatambo Province, Oyón Province واقع شده‌است. اسقیراقوچا ۵٬۲۰۰ متر بالاتر از سطح دریا واقع شده‌است.